# شفلرية إسفينية
شفلرية إسفينية (الاسم العلمي:Schefflera cuneata) هي نوع من النباتات تتبع جنس الشفلرية من الفصيلة الأرالية.